# Pierrefitte, Vosges
Pierrefitte là một xã, nằm ở tỉnh Vosges trong vùng Grand Est của Pháp. Xã này có diện tích 8,78 kilômét vuông, dân số năm 1999 là 83 người. Xã này nằm ở khu vực có độ cao trung bình 350 m trên mực nước biển.

## Biến động dân số
| 1962                                         | 1968 | 1975 | 1982 | 1990 | 1999 |
| -------------------------------------------- | ---- | ---- | ---- | ---- | ---- |
| 98                                           | 132  | 104  | 92   | 82   | 83   |
| Số liệu từ năm 1962: Dân số không tính trùng |      |      |      |      |      |